# Maddela
Maddela è una municipalità di prima classe delle Filippine, situata nella Provincia di Quirino, nella regione della Valle di Cagayan.
Maddela è formata da 32 baranggay:
- Abbag
- Balligui
- Buenavista
- Cabaruan
- Cabua-an
- Cofcaville
- Diduyon
- Dipintin
- Divisoria Norte
- Divisoria Sur (Bisangal)
- Dumabato Norte
- Dumabato Sur
- Jose Ancheta
- Lusod
- Manglad
- Pedlisan

- Poblacion Norte
- Poblacion Sur
- San Bernabe
- San Dionisio I
- San Martin
- San Pedro
- San Salvador
- Santa Maria
- Santo Niño
- Santo Tomas
- Villa Agullana
- Villa Gracia
- Villa Hermosa Norte
- Villa Hermosa Sur
- Villa Jose V. Ylanan
- Ysmael